# The World Outside
„The World Outside” – drugi album studyjny grupy Eyes Set to Kill, wydany 2 czerwca 2009 nakładem BreakSilence.

## Lista utworów
Źródło.
1. „Heights” - 3:25
2. „Hourglass” - 3:26
3. „Deadly Weapons” (feat. Craig Mabbitt of Escape The Fate) - 3:35
4. „Interlude” - 1:00
5. „The World Outside” - 3:50
6. „March of the Dead” - 4:23
7. „Wake Me Up” - 4:08
8. „The Hollow Pt. 1” - 0:55
9. „The Hollow” - 3:20
10. „Risen” - 2:51
11. „Her Eyes Hold the Apocalypse” - 3:00
12. „Come Home” - 4:15

## Pozycje
| Notowania (2009)   | Pozycja |
| ------------------ | ------- |
| Top Heatseekers    | 9       |
| Independent Albums | 26      |